# Toni Martínez
Antonio Martínez López (Murcia, España, 30 de junio de 1997), más conocido como Toni Martínez, es un futbolista español que juega como delantero en el Deportivo Alavés de la Primera División de España.

## Trayectoria
Marcó más de cien goles en la academia blanquinegra y tras lucirse en el escaparate de la Liga Juvenil, en 2016, acepta una oferta del club inglés que pagó cerca un millón de euros al Valencia, que incluía un derecho de tanteo y un porcentaje de una futura venta.
Nacido en el Barrio del Progreso (Murcia), disputó la temporada 2015-16 la Liga Juvenil de la UEFA con el Valencia C. F., competición en la que anotó un gol y dio tres asistencias en ocho encuentros.
El Valencia, que tomó la decisión por "argumentos deportivos", sí incluyó en el contrato con el West Ham United F. C. un derecho de tanteo en caso de que al club inglés estudiase en un futuro su venta. Además, en caso de no ejercerlo, el Valencia percibirá un porcentaje de su futuro traspaso.
Se incorporó oficialmente a los 'Hammers' el 1 de julio de 2016, aunque el Valencia C. F. le había permitido comenzar a entrenarse con los que serían sus nuevos compañeros para facilitar su acoplamiento a Inglaterra.
El 23 de enero de 2017 fue cedido al Oxford United, donde permaneció hasta final de temporada.
Tras haber regresado a España, donde jugó en el Real Valladolid C. F., el C. F. Rayo Majadahonda y el C. D. Lugo, en julio de 2019 fichó por el F. C. Famalicão. Tras haber anotado 10 goles en los 32 partidos de liga que jugó en la temporada 2019-20, el 4 de octubre de 2020 fichó por el F. C. Porto firmando un contrato por cinco años.
El 27 de agosto de 2024 volvió otra vez al fútbol español después de ser traspasado al Deportivo Alavés y firmar para las siguientes cuatro temporadas.

## Selección nacional
Ha sido internacional con la selección española sub-17 y sub-19.

## Estadísticas

### Clubes
Actualizado al último partido jugado el 8 de diciembre de 2024.
| Club                             | Div.          | Temporada     | Liga  | Liga  | Copas nacionales | Copas nacionales | Copas internacionales | Copas internacionales | Total | Total |
| Club                             | Div.          | Temporada     | Part. | Goles | Part.            | Goles            | Part.                 | Goles                 | Part. | Goles |
| -------------------------------- | ------------- | ------------- | ----- | ----- | ---------------- | ---------------- | --------------------- | --------------------- | ----- | ----- |
| Valencia C. F. Mestalla · España | 2.ª B         | 2013-14       | 5     | 1     | ―                | ―                | ―                     | ―                     | 5     | 1     |
| Valencia C. F. Mestalla · España | 2.ª B         | 2014-15       | 8     | 1     | ―                | ―                | ―                     | ―                     | 8     | 1     |
| Valencia C. F. Mestalla · España | 2.ª B         | 2015-16       | 3     | 0     | ―                | ―                | ―                     | ―                     | 3     | 0     |
| Valencia C. F. Mestalla · España | Total club    | Total club    | 16    | 2     | 0                | 0                | 0                     | 0                     | 16    | 2     |
| Oxford United F. C. Inglaterra   | 3.ª           | 2016-17       | 15    | 1     | 2                | 2                | ―                     | ―                     | 17    | 3     |
| Oxford United F. C. Inglaterra   | Total club    | Total club    | 15    | 1     | 2                | 2                | 0                     | 0                     | 17    | 3     |
| West Ham United F. C. Inglaterra | 1.ª           | 2017-18       | 0     | 0     | 3                | 0                | ―                     | ―                     | 3     | 0     |
| West Ham United F. C. Inglaterra | Total club    | Total club    | 0     | 0     | 3                | 0                | 0                     | 0                     | 3     | 0     |
| Real Valladolid C. F. · España   | 2.ª           | 2017-18       | 11    | 1     | 0                | 0                | ―                     | ―                     | 11    | 1     |
| Real Valladolid C. F. · España   | Total club    | Total club    | 11    | 1     | 0                | 0                | 0                     | 0                     | 11    | 1     |
| C. F. Rayo Majadahonda · España  | 2.ª           | 2018-19       | 15    | 2     | 2                | 0                | ―                     | ―                     | 17    | 2     |
| C. F. Rayo Majadahonda · España  | Total club    | Total club    | 15    | 2     | 2                | 0                | 0                     | 0                     | 17    | 2     |
| C. D. Lugo · España              | 2.ª           | 2018-19       | 13    | 1     | ―                | ―                | ―                     | ―                     | 13    | 1     |
| C. D. Lugo · España              | Total club    | Total club    | 13    | 1     | 0                | 0                | 0                     | 0                     | 13    | 1     |
| F. C. Famalicão Portugal         | 1.ª           | 2019-20       | 32    | 10    | 7                | 4                | ―                     | ―                     | 39    | 14    |
| F. C. Famalicão Portugal         | 1.ª           | 2020-21       | 1     | 0     | 0                | 0                | ―                     | ―                     | 1     | 0     |
| F. C. Famalicão Portugal         | Total club    | Total club    | 33    | 10    | 7                | 4                | 0                     | 0                     | 40    | 14    |
| F. C. Porto Portugal             | 1.ª           | 2020-21       | 18    | 7     | 6                | 1                | 3                     | 0                     | 27    | 8     |
| F. C. Porto Portugal             | 1.ª           | 2021-22       | 19    | 3     | 8                | 2                | 10                    | 2                     | 37    | 7     |
| F. C. Porto Portugal             | 1.ª           | 2022-23       | 31    | 5     | 12               | 8                | 7                     | 0                     | 50    | 13    |
| F. C. Porto Portugal             | 1.ª           | 2023-24       | 20    | 4     | 3                | 0                | 2                     | 0                     | 25    | 4     |
| F. C. Porto Portugal             | 1.ª           | 2024-25       | 1     | 0     | 0                | 0                | —                     | —                     | 1     | 0     |
| F. C. Porto Portugal             | Total club    | Total club    | 89    | 19    | 29               | 11               | 22                    | 2                     | 140   | 32    |
| Deportivo Alavés · España        | 1.ª           | 2024-25       | 13    | 3     | 2                | 0                | ―                     | ―                     | 15    | 3     |
| Deportivo Alavés · España        | Total club    | Total club    | 13    | 3     | 2                | 0                | 0                     | 0                     | 15    | 3     |
| Total carrera                    | Total carrera | Total carrera | 206   | 39    | 45               | 17               | 22                    | 2                     | 273   | 58    |

## Palmarés

### Títulos nacionales
| Título                      | Club        | País     | Año  |
| --------------------------- | ----------- | -------- | ---- |
| Supercopa de Portugal       | F. C. Porto | Portugal | 2020 |
| Primeira Liga               | F. C. Porto | Portugal | 2022 |
| Copa de Portugal            | F. C. Porto | Portugal | 2022 |
| Supercopa de Portugal       | F. C. Porto | Portugal | 2022 |
| Copa de la Liga de Portugal | F. C. Porto | Portugal | 2023 |
| Copa de Portugal            | F. C. Porto | Portugal | 2023 |
| Copa de Portugal            | F. C. Porto | Portugal | 2024 |
| Supercopa de Portugal       | F. C. Porto | Portugal | 2024 |